# Semper Fidelis (dwumiesięcznik)
Semper Fidelis (łac. zawsze wierny) – początkowo miesięcznik, od 1998 dwumiesięcznik Towarzystwa Miłośników Lwowa i Kresów Południowo-Wschodnich, wydawany od 1989. 
Na łamach czasopisma podejmowana jest głównie tematyka kresowa: wspomnienia, notatki z wyjazdów, pielgrzymek, wycieczek.